# Esther Süss
Esther Süss (Brugg, 19 maart 1974) is een Zwitsers mountainbikester. Ze vertegenwoordigde haar vaderland bij de Olympische Spelen van 2012 in Londen. Daar eindigde ze als vijfde in de olympische mountainbikerace, op bijna twee minuten van winnares Julie Bresset uit Frankrijk.

## Erelijst

### Mountainbike
2006
- 3e in Mont Sainte-Anne (marathon)
- 1e in Villabassa (marathon)

2007
- 1e in Villabassa (marathon)
- 2e in Oisans (marathon)
- Europees kampioenschap (marathon)

2008
- Zwitsers kampioenschap (marathon)
- 3e in Manavgat (marathon)
- Europees kampioenschap (marathon)
- 2e in Ornans (marathon)

2009
- Zwitsers kampioenschap (marathon)
- Wereldkampioenschap (marathon)

2010
- Zwitsers kampioenschap (marathon)
- Zwitsers kampioenschap (cross country)
- Wereldkampioenschap (marathon)
- 6e in Houffalize
- 3e in Offenburg
- Europees kampioenschap (marathon)
- 5e Europees kampioenschap

2011
- Wereldkampioenschap (marathon)

2012
- 3e in Lugano
- 1e in Solothurn
- 1e in Bern
- Europees kampioenschap
- 1e in Gränichen
- 2e Zwitsers kampioenschap
- 5e Olympische Spelen

2013
- Europees kampioenschap (marathon)